# Ferdinand Hüdepohl
Ferdinand Hüdepohl (* 26. März 1902 in Straßburg, Reichsland Elsaß-Lothringen; † 2. Juni 1980 in Berlin) war ein deutscher Urologe und Chirurg, Professor und Chefarzt.

## Leben
Hüdepohl war der Sohn eines Professors für Altphilologie und Germanistik und wuchs mehrsprachig auf. Er studierte an der Rheinischen Friedrich-Wilhelms-Universität Bonn und der Albertus-Universität Königsberg Medizin. Nachdem er 1926 das Staatsexamen bestanden hatte, wurde er 1927 approbiert und 1933 in Bonn promoviert. Anschließend war er Volontärassistent in Berlin bei Alexander von Lichtenberg, der die urologische Abteilung des St. Hedwig-Krankenhauses mit 250 Betten zur größten und modernsten ihrer Art in Europa ausgebaut hatte. 1936 wurde Lichtenberg seiner Ämter enthoben und aus Deutschland vertrieben. Als Lichtenbergs Nachfolger Wilhelm Heckenbach 1939 starb, wurde Hüdepohl – Offizier der Luftwaffe und SS-Mitglied – Oberarzt und kurz darauf Chefarzt der Urologie im Hedwig-Krankenhaus. Die fruchtbarste Schaffensperiode Hüdepohls lag in den 1950er Jahren. In diese Zeit fallen über ein Dutzend  Veröffentlichungen und Vorträge, die der Urologie auf dem Weg zum Spezialgebiet wichtige Impulse verliehen.

## Bedeutung
Hüdepohls besonderes wissenschaftliches Verdienst liegt neben der Bearbeitung der Urologie für ein mehrbändiges chirurgisches Lehrbuch in seinen Beiträgen zu den urologischen Tumoren, zu den Zusammenhängen zwischen Fokalinfektionen und Urogenitaltrakt und nicht zuletzt in den heute wieder an Bedeutung gewinnenden Darstellungen zur Urogenitaltuberkulose. Seit 1947 begann seine Lehrtätigkeit an der Berliner Charité, diese gipfelte 1951 in der Berufung zum Professor für Urologie mit vollem Lehrauftrag. Die Antrittsvorlesung am 22. Januar 1952 befasste sich mit „Fokalinfektion und Urogenitalsystem“. Dieses Ordinariat wurde 1961 durch den Bau der Berliner Mauer beendet. Ab 1962 bis zu seiner Pensionierung 1972 war Hüdepohl Chefarzt der urologischen Abteilung des Franziskus Krankenhauses. Bis zu seinem Tod praktizierte er in seiner Privatpraxis.

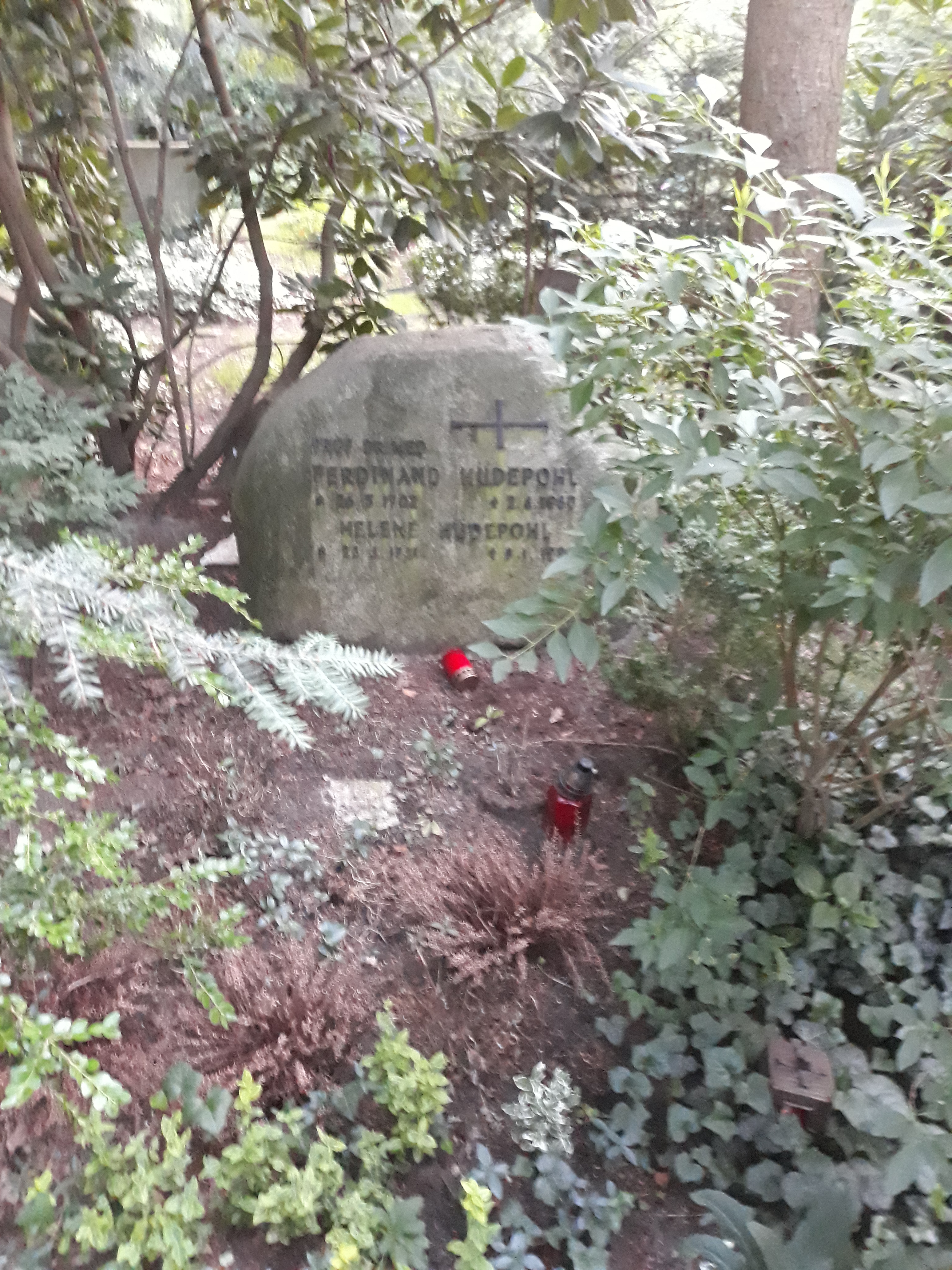
Hüdepohls Grab

Ferdinand Hüdepohl starb Anfang Juni 1980 im Alter von 78 Jahren in West-Berlin. Sein Grab befindet sich auf dem landeseigenen Friedhof Heerstraße in Berlin-Westend (Grablage: II-W12a-4).

## Veröffentlichungen
- Frühdiagnose der Urogenitaltuberkulose, Z Tbc 95 (1950) H1-2, 12-17
- Fokalinfektion und Urogenitalsystem.Vortrag gehalten vor der medizinischen Gesellschaft und der Gesellschaft für Urologie, Berlin 1951.
- Das Carzinom des Urogenitalsystems. Seine Diagnose und die verschiedenen Behandlungsverfahren. Vortrag gehalten auf der Krebs-Arbeitstagung am 13. Oktober 1951 in Berlin.
- Chirurgische Erkrankungen der Harn- und Geschlechtsorgane. Wullstein, L. und M. Wilms: Lehrbuch der Chirurgie. 10. Auflage Jena 1951, Bd.1, 773-938.
- Das Carzinom des Urogenitalsystems. Dtsch Med J 3 (1952) H 5-6: 100-106.
- Fokalinfektion und Urogenitalsystem, Z Urol 45 (1952) H 6_7 425-433 (Habilitationsschrift)
- Regulation chronischer Harnstauung.Vortrag gehalten auf der 59. Tagung der Deutschen Gesellschaft für innere Medizin. Wiesbaden 1953. Vgl. Münch Med Wo.schr.20 (1953): 592
- Regulation chronischer Harnstauung. Verhandlungen der Deutschen Gesellschaft für innere Medizin (1953), 107-109
- Die bösartigen Tumoren des Urogenitalsystems.In: Held, F.: Frühdiagnose des Krebses. Berlin 1953, 207-236.
- Entzündliche chirurgische Nierenerkrankungen. Vortrag gehalten vor der 10. Tagung der Medizinisch-wissenschaftlichen Gesellschaft für Chirurgie, Urologie, Röntgenologie und Orthopädie am 14. November 1953 in Leipzig.Vgl.: Das deutsche Gesundheitswesen 9 (1954), H 16: 514 und Z Chirurg 79 (1954) H11: 456
- Rezension zu Keller, J.: Urologie, ein Leitfaden für den Urologen und den urologisch interessierten Praktiker. Medizinische Praxis 37 (1954), o. O. u. S. 1954.
- Das Prostata-Carzinom. Probleme der Krebsbekämpfung II 1965 o.O.u.S.